# Köpmangatan

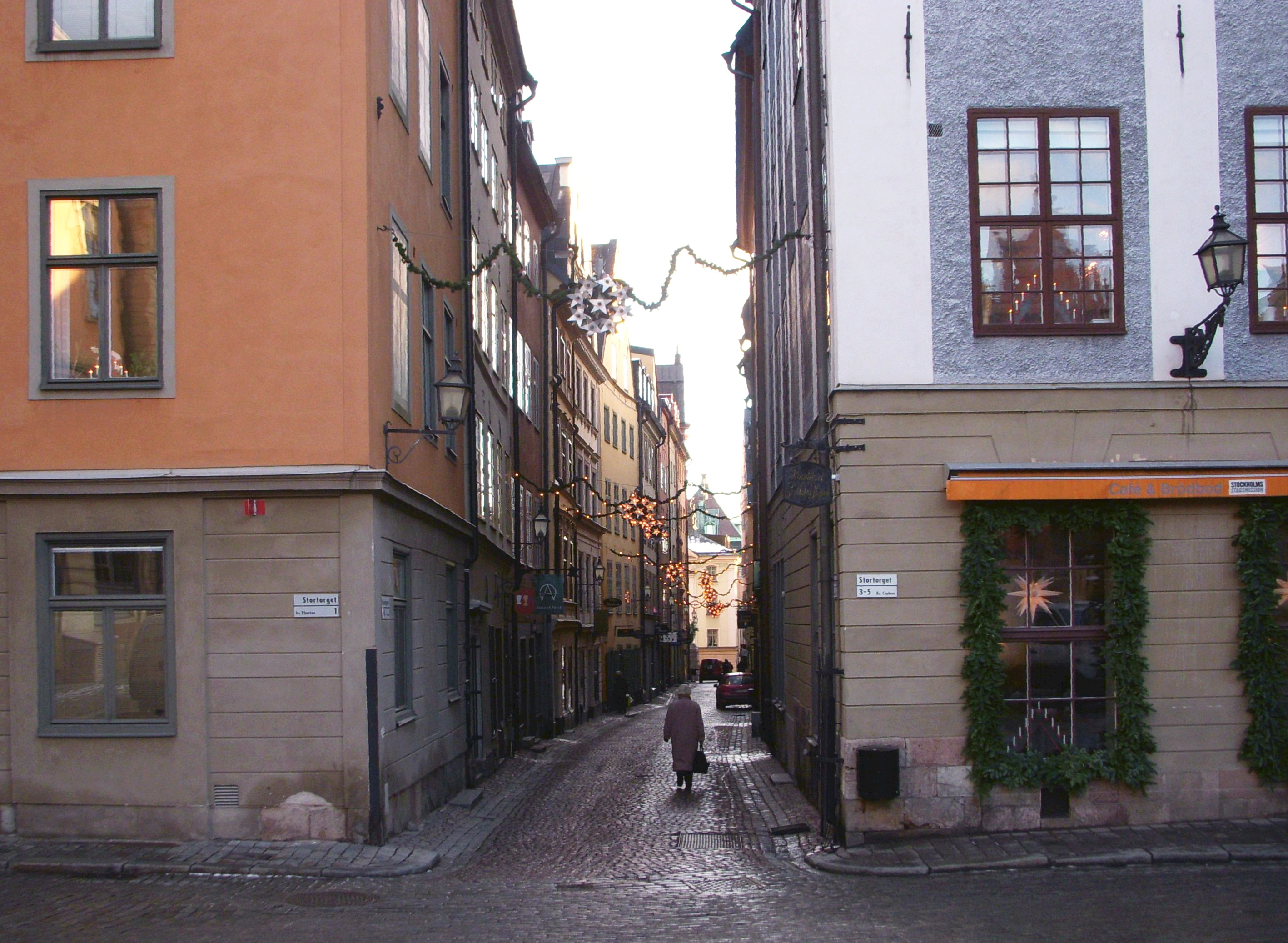
Köpmangatan, 2009

Köpmangatan ist eine Straße in der Altstadt von Stockholm (Schweden). Sie ist die am frühesten schriftlich belegte Straße Stockholms, die heute noch ihren ursprünglichen Namen trägt. Sie wurde erstmals im Jahr 1323 als »in medio vici dicti køpmangatu« erwähnt. Ihr Name geht darauf zurück, dass in dieser Straße Kaufleute (schwedisch köpmän) ihre Verkaufsstände hatten. Die Straße verband im Mittelalter den zentralen Platz Stortorget mit dem außerhalb der östlichen Stadtmauer gelegenen Platz Fiskartorget. Hier wohnten überwiegend deutsche Händler, die hier auch ihre Stände hatten. Der Platz gilt als der eigentliche Marktplatz und als Zentrum Stockholms im Mittelalter.